# Amphibulimidae
Amphibulimidae zijn een familie van weekdieren uit de klasse van de Gastropoda (slakken).

## Geslachten
- Amphibulima Lamarck, 1805
- Dryptus Martens, 1860
- Pellicula P. Fischer, 1856
- Plekocheilus Guilding, 1828